# Reginald Heber
Reginald Heber, né à Malpas (Angleterre) le 21 avril 1783 et décédé le 3 avril 1826 à Trichinopoly (Inde), est un évêque anglican, voyageur, homme de lettres et auteur d'hymnes anglais. Après 16 ans comme curé de campagne, il est devenu le deuxième évêque anglican de Calcutta (pour tous les territoires de l'empire anglais), où il est mort subitement à 42 ans.
Fils d'un riche ecclésiastique et propriétaire terrien, Heber s'est fait une réputation comme poète dès ses études à l'Université d'Oxford. Après son diplôme, au plus fort des guerres napoléoniennes, il a entrepris un grand voyage en Scandinavie, en Russie et en Europe centrale. Il a été ordonné prêtre en 1807, et a repris la paroisse paternelle d'Hodnet, dans le Shropshire. Il a combiné ses devoirs pastoraux avec d'autres activités dans l'Église, l'écriture d'hymnes, et plus généralement une œuvre littéraire comprenant notamment une étude critique des œuvres complètes du théologien du XVIIe siècle Jeremy Taylor.
Heber a été consacré évêque anglican de Calcutta en octobre 1823. Durant son court épiscopat, il a voyagé dans tout son diocèse qui couvrait tout l'empire colonial anglais en Asie) et s'est attaché à améliorer les conditions matérielles et spirituelles de ses ouailles. Son dur travail, un climat hostile et son indifférence à sa santé ont provoqué sa mort au cours d'une visite à Trichinopoly (aujourd'hui Tiruchirappalli), après moins de trois ans en Inde. Des monuments à sa mémoire ont été élevés en Inde et dans la Cathédrale Saint-Paul de Londres. Un recueil de ses hymnes a été publié peu après sa mort ; un de ceux-ci, Holy, Holy, Holy (en), est encore populaire et chanté le dimanche de la Trinité.

## Jeunesse

### Origines et enfance

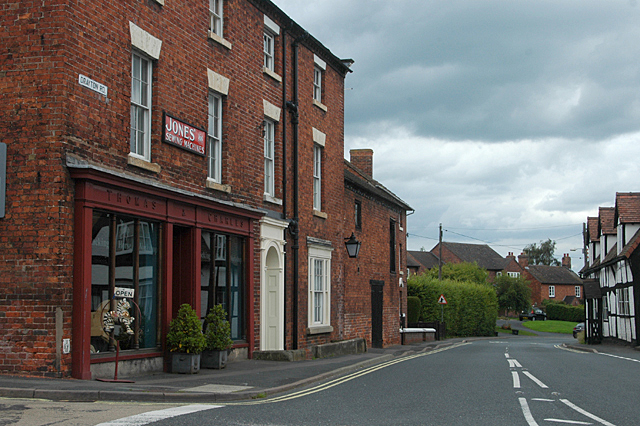
Hodnet, où Heber a passé ses premières années.

Le nom « Heber » dérive probablement d'« Haybergh », une colline du district de Craven, dans le nord-est de l'Angleterre, d'où est originaire la famille Heber. Celle-ci était Lord of the Manor du hameau de Marton (en) ; elle avait obtenu un blason sous le règne d'Élisabeth Ire. En 1752, un membre de la famille, Richard Heber, avait reçu en legs d'un cousin de sa femme le manoir et la propriété d'Hodnet Hall, dans le Shropshire. Ce legs comprenait le patronnage (droit de proposition) sur la paroisse d'Hodnet. À la mort de Richard Heber en 1766, son frère Reginald, qui était entré dans les ordres et était co-recteur de la paroisse de Malpas, dans le Cheshire, avait hérité de ses biens. Il devint alors recteur d'Hodnet, en plus de ses parts sur les bénéfices de Malpas. Ce Reginald fut marié deux fois. De sa première union, avec Mary Baylie, il eut un fils, Richard Heber, bibliophile et Membre du parlement pour l'Université d'Oxford. Devenu veuf, il eut deux autres fils de sa seconde épouse, Mary Allanson ; le plus âgé, né à Malpas le 21 avril 1783, fut nommé Reginald comme son père.
À huit ans, le jeune Reginald est entré à l'école locale à Whitchurch, où il est resté cinq ans. En 1796, il a été envoyé à Bristow, une petite école privée à Neasden (aujourd'hui dans le district londonien de Brent. Cet établissement donnait des cours intensifs à une douzaine d'élèves pour les préparer à l'entrée à Oxford ou à Cambridge. À Bristow, Reginald a fait la connaissance de John Thornton, avec lequel il est resté ami toute sa vie. Ils avaient le même intérêt pour l'histoire de l'église et des croyances ; une longue lettre d'Heber à Thornton est décrite par le biographe Arthur Montefiore comme du niveau d'un bon théologien. En octobre 1800, Heber est entré à Brasenose College à Oxford ; il a beaucoup regretté la décision de Thornton d'aller plutôt à Cambridge.

### Oxford

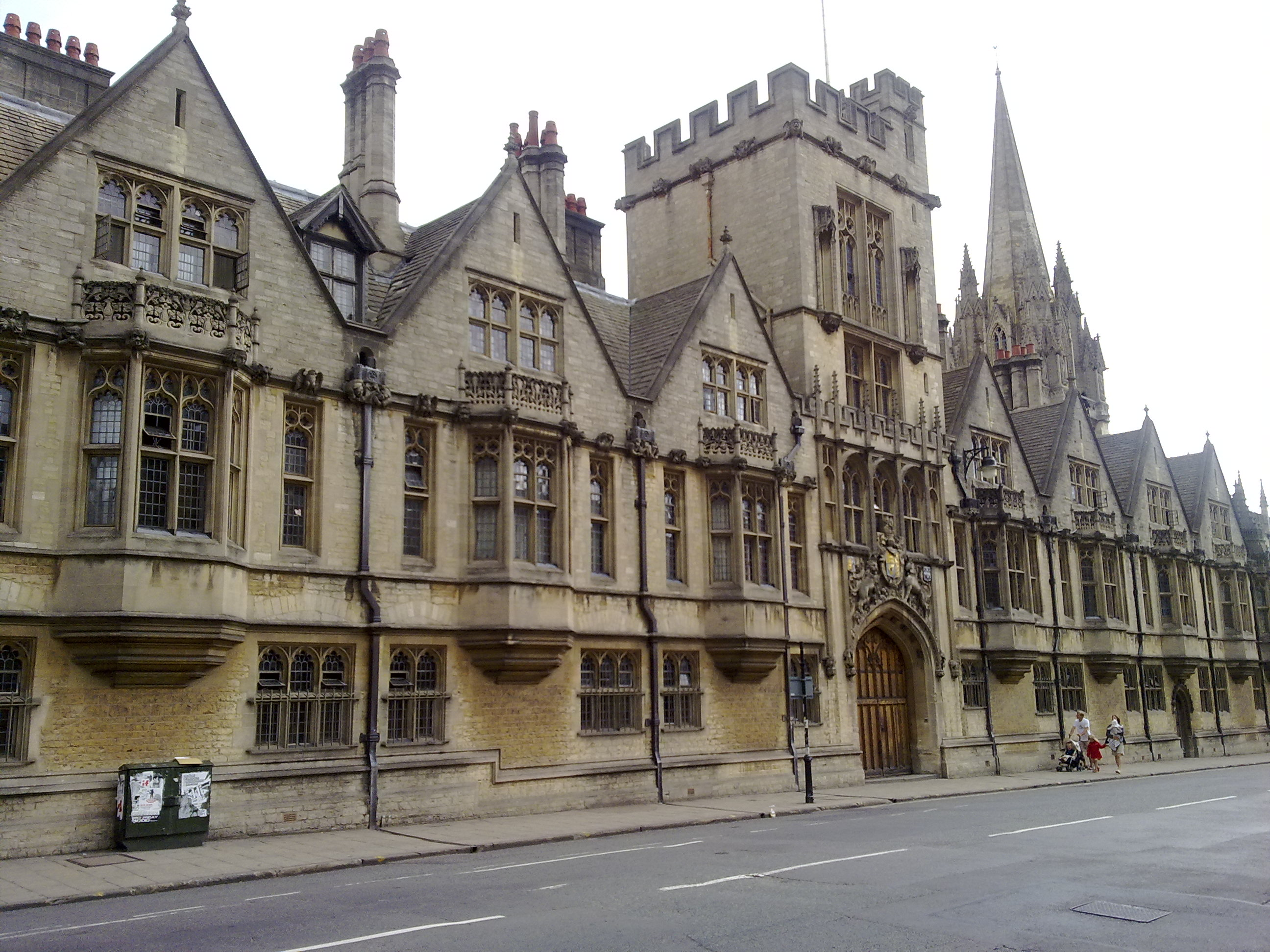
Brasenose College (2009).

Heber avait déjà des attaches familiales à Brasenose : son demi-frère Richard y était à l'époque « fellow » et leur père y avait lui-même été fellow. Le directeur de Brasenose était William Cleaver (en), un ami proche de leur père, qui venait souvent en visite à Hodnet Hall. Durant ses premières années à Oxford, Heber a gagné le prix de l'université en versification latine. Il a commencé à devenir localement connu comme poète romantique et en 1803 son long poème Palestine a remporté le prix Newdigate. Il avait été aidé pour cette composition par Walter Scott, ami de la famille, qui n'était pas encore célèbre. Quand Heber a récité son poème lors de l'Encaenia (en) annuelle au Sheldonian Theatre, il a suscité l'enthousiasme. Ce poème a été publié par la suite, et mis en musique par le compositeur William Crotch, professeur de musique à Oxford depuis 1797. Montefiore le décrit en 1902 comme « le poème religieux le plus réussi et le plus populaire de la première moitié du [XIXe] siècle. » Un biographe plus tardif, Derrick Hughes, s'étonne de l'enthousiasme des contemporains : « Ce n'est pas un bon, ni même un médiocre poème ; c'est du plomb. »
En février 1804, Reginald père est mort, laissant vacant le bénéfice de la paroisse Saint-Luc d'Hodnet (en) ; cela a pu hâter la décision de son fils de demander l'ordination, qu'il repoussait depuis quelques années. Il a obtenu son bachelor's degree à l'été 1804, avec des résultats simplement honorables ; Montefiore cite un contemporain qui estime que les contributions d'Heber à la vie de l'université se sont surtout situées en dehors du champ académique, comme penseur, poète et orateur : « Reginald Heber était une étoile à l'éclat aussi stable que clair. » Il a été nommé fellow d'All Souls College. Il a aussi reçu le prix de l'université pour un essai en prose en anglais.

### Voyage en Europe

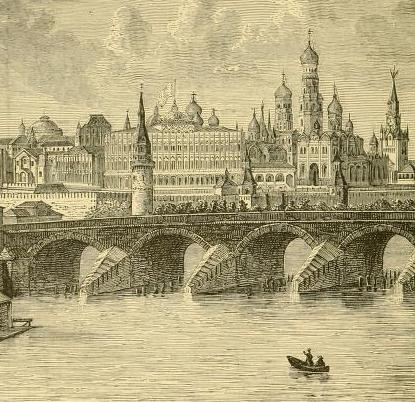
Gravure du Kremlin (milieu du XIXe siècle).

Heber et Thornton avaient prévu de faire le Grand Tour après avoir obtenu leurs diplômes. Mais en 1804, les guerres napoléoniennes interdisaient la plus grande partie de l'Europe aux Britanniques, et ils ne sont partis qu'à l'été 1805, avec un trajet par la Suède, la Norvège, la Finlande et la Russie, au lieu du voyage traditionnel en France et en Italie,. En juillet 1805, ils ont appareillé pour Göteborg en Suède, d'où ils sont partis en diligence vers le nord, par le Vänern et Uddevalla, jusqu'à Kristiania (aujourd'hui Oslo) en Norvège. Après un court séjour dans cette ville, ils se sont dirigés encore plus au nord, vers Trondheim, où ils ont observé la pratique du ski pour la première fois (Heber en parle comme de « patinage »),.
Les deux voyageurs ont alors tourné vers le sud-ouest, sont rentrés en Suède et ont traversé Uppsala pour se rendre à Stockholm. Vers la fin septembre ils ont traversé le Golfe de Botnie jusqu'à Åbo (Turku), qui était alors sous souveraineté suédoise. Ils se sont dirigés vers la frontière russe à l'Est et sont arrivés à Saint-Pétersbourg à la fin du mois d'octobre. Ils y ont passé deux mois ; des contacts influents à l'ambassade britannique leur ont permis de visiter des endroits généralement interdits au public, comme les appartements privés du tsar Alexandre Ier au Palais d'hiver. Ils ont observé personnellement les pratiques de l'Islam, car l'importante population musulmane de la ville observait le Ramadan ; Heber a décrit la foule réunie pour la prière dans une mosquée improvisée comme « la congrégation la plus convenable et la plus attentive [qu'il ait] vue depuis son départ d'Angleterre. »
Heber et Thornton avaient eu l'intention de rester à Saint-Pétersbourg jusqu'après Noël, puis, si l'évolution de la guerre le permettait, de regagner leur pays en traversant l'Allemagne. La victoire de Napoléon à Austerlitz le 2 décembre et les traités qui suivirent les ont obligés à modifier leur projet. Ils ont décidé de prolonger leur séjour en Russie, en visitant la capitale de l'ancienne grande-principauté de Moscou, avant de descendre dans le sud. Le 31 décembre 1805, ils ont quitté Saint-Pétersbourg en traineau ; ils ont rapidement parcouru les 800 km du trajet et sont arrivés à Moscou le 3 janvier. Ils ont fait partie des derniers voyageurs européens à voir la ville avant sa destruction par ses habitants, six ans plus tard, au moment de son occupation par la Grande Armée. Dans une lettre envoyée en Angleterre, Heber la décrit comme « un village devenu énorme » ; c'était une ville hospitalière, où les deux voyageurs se sont fait beaucoup d'amis parmi les notables et le clergé. Ils l'ont quittée le 13 mars en diligence pour la Crimée et la Mer Noire. Cette partie du voyage les a conduits chez les Cosaques du Don. Heber a envoyé chez lui une description vivante de la fête nocturne de Pâques à Novotcherkassk, la capitale cosaque : « Le doux chant plaintif de la chorale et son changement soudain au moment où éclate le grand chœur « Christ est ressuscité » auraient faits les délices d'un poète ou d'un peintre. »
En Crimée, Heber a rencontré l'importante communauté musulmane et a observé pour la première fois les manières et les pratiques des orientaux. Il a exprimé un plaisir particulier à être accueilli par le traditionnel « salaam ». Le cours de la guerre en Europe avait changé, ce qui a permis à Heber et Thornton de revenir en traversant la Pologne, la Hongrie, l'Autriche et l'Allemagne jusqu'au port de Hambourg. Sur leur chemin, ils ont visité le champ de bataille d'Austerlitz, où ils ont recueilli des récits de la population locale. Au cours de son enquête, qui comprenait la réalisation de croquis des lieux, Heber a été brièvement pris pour un espion français par les paysans. À Hambourg, les deux voyageurs ont embarqué sur le yacht de Lord Morpeth, qui faisait voile vers l'Angleterre : ils sont arrivés à Great Yarmouth le 14 octobre 1806.

## Recteur d'Hodnet

### Curé de campagne

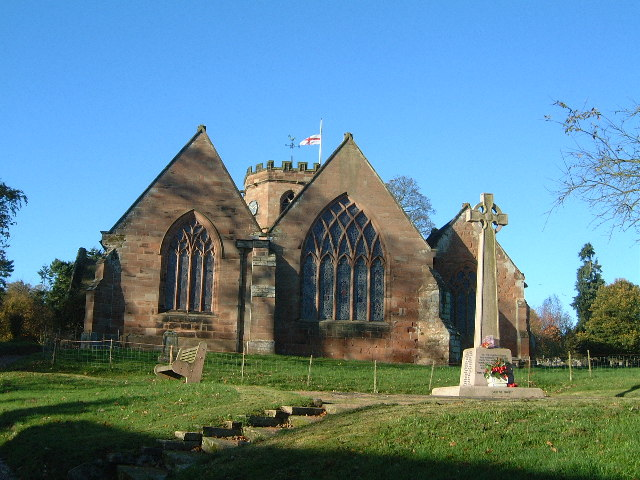
Saint-Luc d'Hodnet, où Heber a été recteur de 1807 à 1823.

À son retour en Angleterre, Heber s'est préparé pour recevoir les ordres à Oxford, où il a encore eu le temps de se consacrer à la littérature, a été actif dans les politiques universitaire et a mené une vie sociale intense. Il a été ordonné diacre à la fin du mois de février 1807 et a reçu l'ordination complète du l'évêque d'Oxford le 24 mai 1807. Il a alors été nommé au poste familial, comme recteur d'Hodnet ; il devait décrire plus tard son rôle comme « à mi-chemin entre un pasteur et un hobereau. » Au début, il divisait son temps entre sa paroisse et Oxford, où il a continué à travailler à son Master of Arts et exerçait ses fonctions à All Souls College. Il n'avait pas encore déterminé sa propre position doctrinale ; dans une lettre à Thornton, il admettait qu'il s'interrogeait encore : « Priez pour moi, mon cher ami, pour que mes yeux s'ouvrent à la vérité... et que s'il plaît à Dieu que je persévère dans son ministère je puisse en assurer la charge avec un esprit tranquille et une bonne conscience. » D'orientation Haute Église par éducation, Heber était un farouche opposant de la rivalité entre les factions ; il a finalement trouvé sa place vers le milieu du spectre anglican, entre la Haute Église et l'évangélisme, avec peut-être une légère inclinations vers celui-ci.
Le 9 avril 1809, Heber a épousé Amelia Shipley, la plus jeune fille du doyen de la Cathédrale de St Asaph. Ayant fini son Master of Arts, il se retira d'Oxford et s'installa à demeure au rectorat d'Hodnet ; comme il était trop petit au goût de sa femme, il l'a fait démolir et remplacer par un bâtiment plus grand. En septembre 1813, Heber a prêché à Shrewsbury devant la British and Foreign Bible Society, une organisation missionnaire dont il était membre depuis l'époque de ses études. Son sermon se terminait par ce que Hughes décrit comme sa première déclaration publique en faveur des missions étrangères. Il a refusé le poste de prébendier à la Cathédrale de Durham, préférant rester à Hodnet. Il y a été assisté après 1814 par son jeune frère, Thomas Heber, qui y a servi comme vicaire jusqu'à sa mort en 1816, à l'âge de 31 ans,. La présence d'un vicaire a permis à Heber de consacrer plus de temps à ses travaux littéraires et d'accepter en 1815 une invitation aux Conférences de Bampton à Oxford. Il a choisi comme sujet « The Personality and the Office of the Christian Comforter »; cette conférence a été publiée en 1822.
En 1817 Heber a accepté le poste de prébendier à la Cathédrale de St Asaph, que sa relative proximité lui permettait d'exercer sans empiéter sur son activité dans sa paroisse. Sa principale activité littéraire était alors une étude biographique et critique des œuvres complètes de l'ecclésiastique du XVIIe siècle Jeremy Taylor ; ces œuvres, avec la critique de Heber, ont été publiées en 15 volumes entre 1820 et 1822. Cette période de la vie d'Heber a été assombrie par la mort le 24 décembre 1818 de sa petite fille, après une courte maladie. Ses deux autres filles, nées en 1821 et 1824, ont toutes les deux atteint l'âge adulte. En 1822, Heber a été élu prédicateur de Lincoln's Inn, poste qui nécessitait qu'il réside régulièrement à Londres. Il a considéré cela comme une extension naturelle de son service pour l'église, ainsi que comme un moyen de renouer avec ses vieux amis.

### Auteur d'hymnes

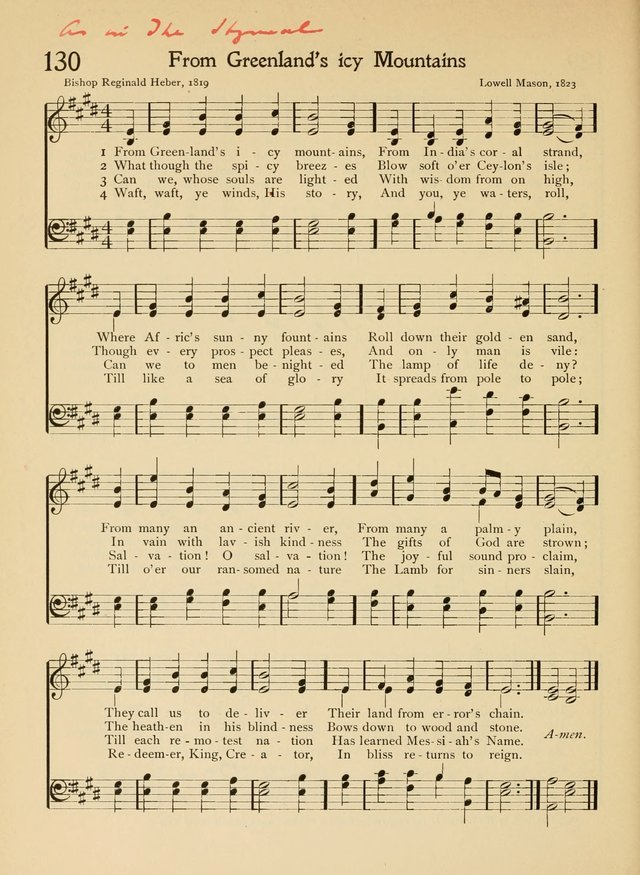
L'hymne controversé d'Heber From Greenland's Icy Mountains dans un recueil de 1899.

Au début du XIXe siècle le chant d'hymnes religieux autres que les psaumes était officiellement désapprouvé par les autorités anglicanes, bien qu'il soit très pratiqué de manière informelle dans les paroisses.
Si l'on en croit le poète John Betjeman, Heber admirait les hymnes de John Newton et William Cowper ; il a été un des premiers anglicans de la Haute Église à en écrire lui-même. Il en a écrit un total de 57, principalement entre 1811 et 1821. Il souhaitait les publier en recueil, avec ceux d'autres auteurs. En octobre 1820 il demanda l'aide de l'évêque de Londres William Howley, pour obtenir la reconnaissance officielle de son recueil de la part de l'Archevêque de Canterbury. Howley lui fit une réponse évasive, lui suggérant de publier les hymnes, mais de ne pas chercher à obtenir l'approbation épiscopale avant d'avoir pu juger de la réaction du public. Heber commença à préparer cette publication, mais ne réussit pas à la mener à bien avant son départ pour l'Inde en 1823. Elle a finalement eu lieu en 1827, après sa mort, sous le titre Hymns Written and Adapted to the Weekly Church Service of the Year.
Betjeman caractérise le style de Heber comme consciemment littéraire, avec un choix soigneux des adjectifs et de vigoureuses figures de rhétorique : « l'imagerie poétique était aussi importante que la vérité didactique ». Une analyse plus récente de J. R. Watson attire l'attention sur la tendance de Heber à délivrer « un message plutôt évident » et sur sa façon de mêler une description puissante avec « un moralisme plutôt banal ». Quelques hymnes de Heber ont survécu jusqu'à nos jours. Un de ceux dont la popularité s'est effacée est l'hymne missionnaire From Greenland's Icy Mountains, écrit en 1819 pour une campagne nationale en faveur de la Society for the Propagation of the Gospel (Société pour la Propagation de l'Évangile). Watson le décrit comme « un exemple frappant de cette ferveur à convertir le monde au christianisme qui a conduit Heber et les autres à donner leur vie dans les missions ». Bien que largement chanté jusqu'à la seconde moitié du XXe siècle, il a été par exemple omis dans la révision de 1982 du recueil d'hymnes de l'Église épiscopalienne. Betjeman pense que dans le monde moderne, les paroles de cet hymne semblent condescendantes et insensibles aux autres croyances, avec des références du type « ...toute perspective plaît et seul l'homme est vil » et « le païen dans son aveuglement [courbé] devant le bois et la pierre ». Ces phrases et leurs sous-entendus ont irrité Gandhi, qui a attiré l'attention sur elles lors d'un discours à la YMCA de Calcutta en 1925 : « Ma propre expérience lors de mes voyages à travers l'Inde a été tout le contraire... [L'homme] n'est pas vil. Il est autant un chercheur de vérité que vous et moi, peut-être même plus. » D'autres textes de Heber restent populaires et le Dictionary of North American Hymnology note que la plupart de ses hymnes restent en usage.

## Évêque de Calcutta

### Nomination
Le siège épiscopal de Calcutta avait été créé en 1814. Il couvrait une grande partie du sous-continent indien, ainsi que Ceylan, l'Australie et une partie du sud de l'Afrique. Le premier évêque, Thomas Middleton, consacré en 1814, était mort en poste en juillet 1822. À cette date, le chef de l'India Board (en) était Charles Watkin Williams-Wynn, un vieil ami d'Oxford de Heber. En décembre 1822, il a écrit à celui-ci, sans lui proposer directement le poste — son texte semblant anticiper un refus — mais en lui laissant la possibilité de le demander, s'il le désirait. Heber était intéressé depuis longtemps par les missions outremer il soutenait non seulement Société pour la Propagation de l'Évangile, mais aussi l'organisme évangélique correspondant, la récente Church Missionary Society (CMS), et lors de son séjour à Oxford il avait aidé à fonder la British and Foreign Bible Society (BFBS).
Heber lui a fait une réponse prudente ; il était attiré par le poste, son intérêt pour l'étranger éveillé par ses premiers voyages. Il a cependant demandé d'abord à Williams-Wynn s'il existait une personnalité locale capable d'occuper le poste, à quoi il lui a été répondu que non. Son souci suivant a été que sa femme et sa fillette seraient exposées aux rigueurs du climat indien, et de savoir si sa propre santé le lui permettrait. Il a consulté des médecins et discuté avec sa famille, puis il a écrit à Williams-Wynn le 2 janvier 1823 pour refuser le poste. Mais quelques jours après il a changé d'avis et dans une nouvelle lettre demandé si le poste était encore disponible. Williams-Wynn a rapidement obtenu l'approbation du roi George IV à sa nomination. Heber a passé ses derniers mois à Hodnet à préparter son départ ; il a donné un sermon d'adieu à Oxford, après lequel il a reçu le titre de Doctor of Divinity (en). Le 1er juin 1823, il a été officiellement consacré évêque de Calcutta par l'archevêque Charles Manners-Sutton à Lambeth Palace. Deux semaines plus tard, il est parti pour l'Inde avec sa femme et sa fille Emily.

### En poste

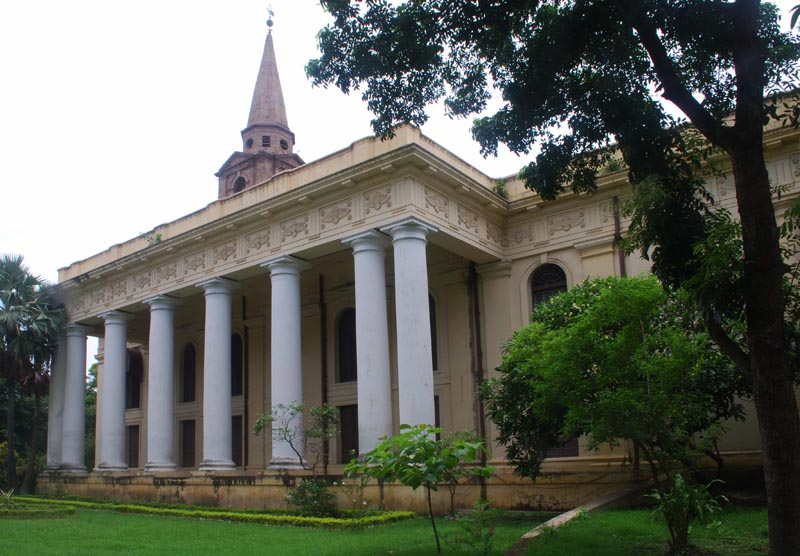
L'Église Saint-Jean de Calcutta avait le statut de cathédrale à l'époque d'Heber.

Le nouvel évêque est arrivé à Calcutta le 10 octobre 1823, après quatre mois de voyage (il a voyagé en compagnie du très jeune Arthur Conolly, dont il accrût les sentiments religieux,et qui assistât également ensuite à ses sermons,). Après son installation par le gouverneur général des Indes Lord Amherst, Heber a prêché pour la première fois le dimanche 12 octobre dans la Cathédrale Saint-Jean. Il a été confronté à de nombreux taches laissées inachevées par la mort de son prédécesseur, ainsi qu'à des problèmes apparus durant la longue période sans évêque. Un des plus importants était le Collège épiscopal, une école pour la formation du clergé local fondée par son prédécesseur Thomas Middleton en 1820, dont le développement avait été entravé par des problèmes d'argent et d'organisation. Heber a relancé le projet en organisant une grande collecte de fonds, en persuadant le gouvernement local d'augmenter les terres qu'il lui avait attribuées et a redémarré les constructions : en quelques mois, le collège a bénéficié d'une bibliothèque et d'une nouvelle chapelle. En juin 1824 Heber, profitant d'un récente Loi du Parlement, ordonna diacre le premier Indien à recevoir les ordres.
Heber était intéressé par tous les aspects de la vie indienne et s'est rapidement fait des amis, aussi bien dans la population locale que parmi les représentants des églises non-anglicanes. Ses manières familières et son hospitalité généreuse ont parfois provoqué des tensions avec les principes plus puritains et évangéliques de son clergé ; dans un cas, Isaac Wilson de la Church Missionary Society l'a attaqué directement dans un sermon pour ce qu'il considérait des célébrations exagérées après un baptême. Wilson a été obligé de s'excuser après qu'Heber l'a menacé de le faire juger par un consistoire (en).

### Voyages

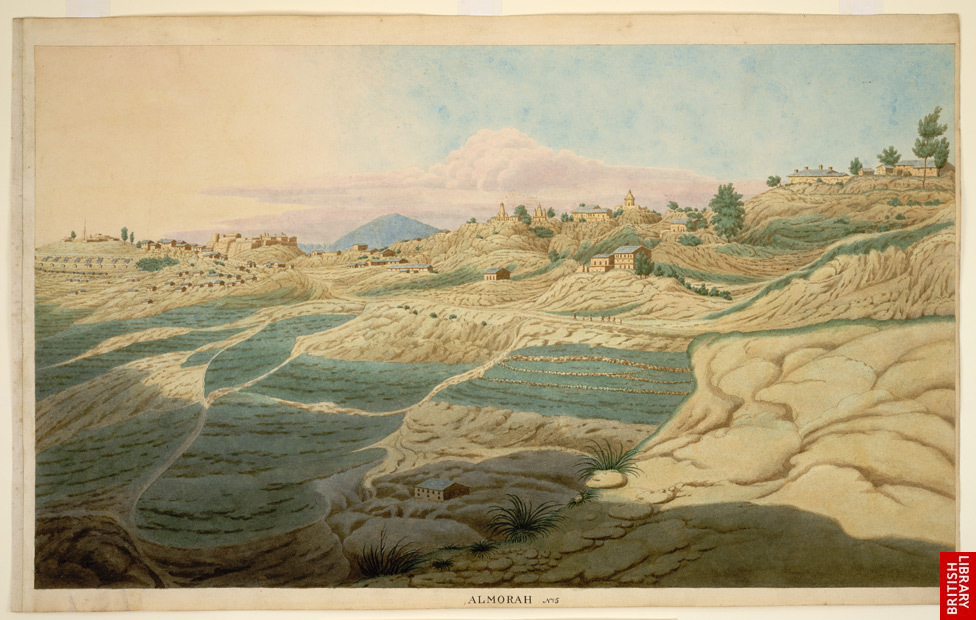
Un fort à Almora en 1815.

Le 15 juin 1824, Heber a commencé une tournée en Inde du nord avec son chapelain personnel Martin Stowe et Daniel Corrie, l'archidiacre de Calcutta. Son épouse Amelia est restée à Calcutta ; plus tôt dans l'année, elle avait donné naissance à sa troisième fille, Harriet. L'itinéraire prévoyait de remonter le Gange en bateau, puis d'atteindre les contreforts de l'Himalaya avant de tourner vers le sud et l'ouest en traversant le Rajputana pour atteindre Bombay. Le voyage a failli cesser tout de suite, car Stowe est tombé malade et mort à Dacca ; après quelques hésitations, Heber a décidé de continuer. Au début du mois d'août, le groupe a atteint Bénarès, la plus grande ville de la vallée du Gange, où Heber est resté plusieurs semaines. Ville sacrée pour les Hindous, les Sikhs et les Bouddhistes, Bénarès n'avait pas de population européenne, mais possédait une école de la Church Missionary Society bien implantée et une minorité chrétienne significative. Heber y a consacré une nouvelle église, où il a célébré l'eucharistie en anglais et en hindoustani, devant une foule de chrétiens et d'hindous,.
Ils ont quitté Bénarès à la mi-septembre. Après Allahabad, ils ont poursuivi leur route par voie de terre, accompagnés d'une troupe de cipayes. Le 28 novembre, ils ont atteint le point le plus au nord de leur itinéraire, Almora, dans l'actuelle Division de Kumaon. Ils sont ensuite redescendus vers Delhi, l'ancienne capitale de l'Empire moghol, où Heber a été présenté au vieil empereur Akbar Shah II dans son palais délabré ; Heber le décrit comme « la ruine vénérable d'une race puissante. » Lors de la dernière partie de son trajet vers Bombay, Heber a rencontré à Nadiad le principal chef religieux des hindouistes de la région Swaminarayan. Heber avait espéré le convertir au christianisme, mais il a été déçu par leur rencontre et le qualifie finalement d'idolâtre. Le 19 avril Heber est arrivé à Bombay, où il a retrouvé Amelia et ses filles, venues par mer de Calcutta.
Heber est resté quatre mois à Bombay, puis, au lieu de repartir directement vers Calcutta, a décidé de visiter Ceylan au passage. Il est arrivé à Galle le 25 août et a consacré cinq semaines à la visite des principales villes de l'île avant de repartir pour Calcutta, où il est arrivé le 19 octobre 1825, après une absence de 16 mois.

### Derniers mois

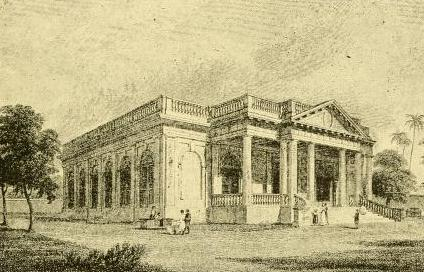
L'église Saint-Jean de Trichinopoly où Heber a donné son dernier sermon, et où il a été enterré.

Heber souhaitait transmettre au gouverneur général Lord Amherst, ce qu'il avait appris et observé au cours de son voyage et il a entrepris dès son retour la rédaction d'une sérioe de rapports détaillés. Il a aussi écrit à son ami Williams-Wynn pour critiquer la façon dont la Compagnie britannique des Indes orientales gérait ses territoires indiens. Il regrettait que peu d'Indiens soient promus à des postes de responsabilité et notait le « comportement brutal et insolent » adopté par les Britanniques à l'égard de ceux-ci. De nombreuses questions locales se présentaient aussi à son attention : la suite du développement du Collège épiscopal, la préparation d'un dictionnaire de l'hindoustani et une série d'ordinations, notamment celle d'Abdul Masih, un vieux luthérien dont la réception dans l'Église anglicane avait été refusée par son prédécesseur Thomas, pour des raisons non-précisées,.
En dépit de son emploi du temps chargé, Heber est reparti le 30 janvier 1826, cette fois vers le sud, pour Madras, Pondichéry, Tanjore et finalement Travancore. Une des raisons de ce voyage était d'examiner le problème des castes, qui se posait encore dans l'église dans le sud de l'Inde. Le 26 mars 1826, jour de Pâques, Heber a prêché à Tanjore devant plus de 1 300 fidèles et le lendemain a dirigé une cérémonie de confirmation pour une grande congrégation tamoule. Le 1er avril il s'est déplacé à Trichinopoly (Tiruchirappalli) où il a confirmé 42 personnes le lendemain. Le 3 avril, après avoir assisté à un service matinal, au cours duquel il a donné une bénédiction en tamoul, Heber est revenu à sa villa pour prendre un bain froid. Il est mort immédiatement après y être entré, peut-être d'hydrocution. Watson rapporte qu'une gravure contemporaine montre son corps « sorti du bain par son serviteur et son chapelain, celui-ci impeccablement vêtu d'une redingote et d'un chapeau haut-de-forme. » Ses funérailles ont eu lieu le lendemain à l'église Saint-Jean, où il avait fait son dernier sermon ; il y a été enterré au nord de l'autel.

## Monuments et influence

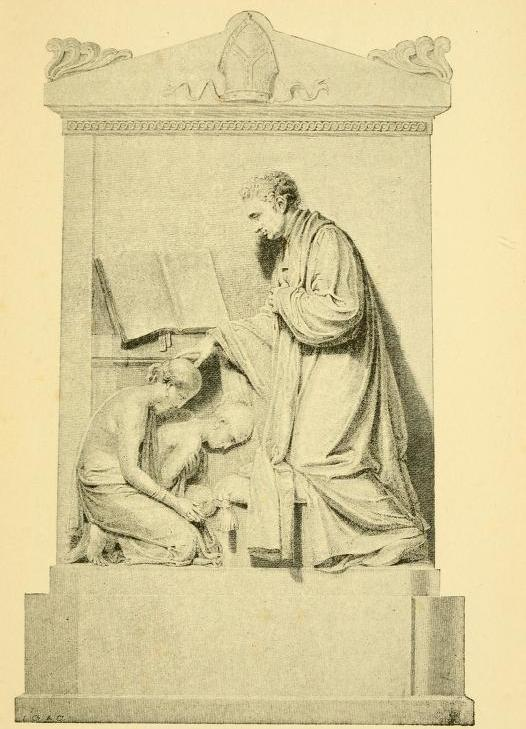
Monument de Francis Chantrey en l'honneur de Reginald Heber dans l'église Saint-Georges de Madras.

Bien que son épiscopat ait été bref, il avait fait une impression considérable et les hommages ont afflué de toute l'Inde. Charles Edward Grey (en), un vieil ami d'Oxford qui présidait alors la cour suprême de Bengale, a parlé de sa gaité, de sa modestie, de sa bonne humeur, de sa patience et de sa gentillesse. Les drapeaux ont été mis en berne à Madras et à Calcutta et le gouverneur général a fait tirer 42 coups de canons, un pour chacune de ses années. Dans certaines villes des souscriptions ont été ouvertes pour lui élever des monuments. Sa pierre tombale dans l'église Saint-Jean de Trichinopoly a été remplacée par une construction plus élaborée. Dans l'église Saint-George de Madras a été élevée une grande sculpture de Francis Chantrey le représentant en train de bénir ses ouailles. En accord avec son souci d'ordonner des prêtres locaux, de nouveaux fonds ont été levés pour offrir des bourses à son nom au Collège épiscopal ; à Trichinopoly, une école fondée par le missionnaire allemand Christian Friedrich Schwarz a été renommée Heber Memorial School (aujourd'hui Bishop Heber College (en)),.
La nouvelle de la mort d'Heber a mis quatre mois pour atteindre l'Angleterre. À Oxford, des représentants de Brasenose College et All Souls College ont ouvert une souscription pour lui élever un monument ; l'idée a été reprise par Williams-Wynn, qui souhaitait plutôt un monument national. Sur la grosse somme récoltée, 3 000 £ ont été donnés à Chantrey pour une grande sculpture de marbre à la Cathédrale Saint-Paul de Londres,. Des monuments plus modestes ont été élevés dans les églises paroissiales de Hodnet et Malpas.
Heber a bientôt été célébré par écrit : on a publié son recueil d'hymnes en 1827, ainsi que le journal qu'il avait tenu durant sa tournée dans l'Inde du Nord en 1824–1825 : sa publication en 1828 a remporté un très grand succès (contrairement aux trois volumes de sa biographie et de ses lettres publiés par Amelia en 1830). Dans les années suivantes, sa poésie a paru dans divers recueils. Hughes observe que, bien que certains des poèmes les plus légers soient clairs et amusants, la qualité générale de son œuvre ne l'aurait pas sauvé de l'oubli, s'il n'avait été que poète. Il est resté longtemps plus connu comme auteur d'hymnes ; selon Hughes, ses hymnes populaires comprennent Brightest and best of the sons of the morning, écrit pour l'Épiphanie, The Son of God Goes Forth to War (en) de 1812, dédié aux saints et aux martyrs, et l'hymne pour la Trinité Holy, Holy, Holy (en). Ce dernier est probablement le plus connu des hymnes de la Trinité, et il doit une grande part de sa popularité à l'air de John Bacchus Dykes Nicea, sur lequel il est chanté. Watson observe que sa « grandeur magnifique emporte sans effort ses longs vers. » Hughes mentionne deux autres hymnes d'Heber qui mériteraient à son avis d'être plus connus : God that madest earth and heaven et By cool Siloam's shady rill.
L'engagement précurseur d'Heber pour son œuvre missionnaire a été exprimé, un demi-siècle plus tard, par l'écrivain Charlotte Mary Yonge : « Heber a été un des premiers hommes d'église anglais à percevoir qu'élargir ses frontières et renforcer ses enjeux était du devoir de l'église vivante. » Il a guidé par l'exemple et par ses écrits « a beaucoup contribué à répandre la connaissance, et donc l'intérêt, pour le domaine dans lequel il est mort. »
En juillet 1830, Amelia Heber s'est remariée avec le comte Demetrius Valsamachi, un diplomate grec devenu citoyen britannique et qui serait plus tard fait chevalier par la reine Victoria. Elle a vécu jusqu'en 1870. Sa fille Emily a épousé Algernon Percy, fils de l'évêque de Carlisle Hugh Percy, et sa jeune sœur Harriet un fils de l'ami de son père John Thornton.